# Carrozzeria Orlandi
La Carrozzeria Orlandi est une société italienne spécialisée dans les carrosseries industrielles, et notamment celle des autocars de luxe.

## Historique
La société a été fondée en 1859 à Crespellano, en Émilie-Romagne, par un menuisier chaudronnier Angelo Orlandi, dans le but de fabriquer des chariots de transport de marchandises et des charrettes de transport de passagers.
Très vite, le succès de ses fabrications aidant, il devra agrandir son atelier et s'établit dans la bourgade voisine Bazzano, dans des locaux mieux adaptés à ses activités.
En 1881, Angelo Orlandi déplacera à nouveau son centre de fabrication dans la ville de Modène, via Emilia Ovest, où son succès grandissant grâce à la qualité et au niveau de finition de ses carrosses lui valurent de grandes reconnaissances. Il contribua très largement à l'équipement des nouvelles lignes de transports publics avec ses carrosseries de tram et les carrosses.
C'est à cette époque qu'il reçut les premières commandes de diligences.
Les trois fils d'Angelo Orlandi, Augusto, Enrico et Giovanni, qui après leurs études s'étaient intéressés aux progrès de la construction automobile, entrés dans l'entreprise paternelle en 1899, décidèrent de construire le premier véritable autocar italien. Ce véhicule révolutionnaire était conçu sur un châssis Bonacini, avec un moteur Bolide de 20 CV.
L'autocar sera produit en de nombreux exemplaires et remporta la "Médaille d'Or à l'Exposition Internationale de l'Automobile de Milan" en 1901. En septembre de la même année, ce véhicule sera utilisé pour la première fois pour le transport de troupes militaires sur un véhicule motorisé, durant les grandes manœuvres effectuées par la Brigata Piacenza. L'autocar passera le col de la Cisa sur un trajet de 110 kilomètres, avec à bord 9 soldats et leur bardage, sur le trajet de montagne Collecchio-Passo della Cisa.
Au décès d'Angelo Orlandi, en 1907, l'entreprise fut reprise par les trois fils qui déplaceront à nouveau le centre de production près du parc Ferrari, toujours à Modène.
Après le décès d'Enrico puis de Augusto, en 1921, les héritiers durent diviser l'entreprise en deux la "Carrozzeria Angelo Orlandi" pour devenir la "Carrozzeria Giovanni Orlandi" et la "Carrozzeria Emiliana Renzo Orlandi". Cette dernière société restant de la propriété du fils d'Enrico.
Pendant quelques années, les deux sociétés furent directement concurrentes.

### Carrozzeria Giovanni Orlandi
La "Carrozzeria Giovanni Orlandi" sera cédée quelques années plus tard aux héritiers de la société Fonderia Vismara qui changeront la raison sociale en "Officine Padane", tout en poursuivant le même type de fabrications mais pour la distinguer de sa demi-sœur concurrente.

## Carrozzeria Emiliana Renzo Orlandi
La "Carrozzeria Emiliana Renzo Orlandi", poursuivra toujours avec grand succès commercial son activité de fabrication d'autocars, de camions et de fourgons, mais se lancera aussi dans la fabrication d'automobiles "fuori serie" de luxe mais qui restera très marginale.
Durant les années 1930, la société réalisera plusieurs véhicules de grande classe et d'une rare élégance pour l'époque. Ces véhicules étaient destinés à une grande diffusion. Orlandi créera également plusieurs fourgons pour la Scuderia Ferrari.
Pendant la Seconde Guerre mondiale, l'usine sera réquisitionnée par l'armée nazie, la Luftwaffe (Wehrmacht), ce qui eut pour conséquence d'être très fortement bombardée par les alliés en 1944.
Durant les années du miracle économique italien, l'activité connut une formidable croissance, liée aux énormes besoins de moyens de transport collectifs nationaux mais aussi sur les marchés d'exportation. Cette très forte croissance de la demande sera tempérée dès les années 1960 avec l'expansion de l'automobile individuelle. C'est à partir de cette époque que la production sera essentiellement orientée vers les autocars de tourisme sous la direction de Renzo Orlandi et de son fils Angelo, ingénieur.
Durant ces années, la Carrozzeria Orlandi fut souvent récompensée et gagna notamment la "Rose d'or de S. Rémo", le "Grand Prix d'Excellence de Nice" et le "Compas d'or". Orlandi produira le premier autocar en Europe équipé de la climatisation et, peu après, le premier autocar doté de très grande fenêtres panoramiques.
En 1964, l'entreprise dont les ateliers étaient encore trop exigus, se déplacera dans les locaux qu'elle occupe encore aujourd'hui, afin de poursuivre son développement. Elle y inventera les autobus avec les montants des fenêtres inclinées, style qui sera repris quasiment sur tous les autocars américains quelques années plus tard.
En 1972, les actionnaires décident de céder la majorité du capital (70 %) de la société au groupe FIAT qui avait toujours été un fournisseur de châssis d'autocars et un donneur d'ordres pour les carrosseries de série. Intégrée au sein de la division Fiat V.I., la production croitra fortement, surtout dans la gamme des véhicules de tourisme haut de gamme.
En 1988, le reste du capital encore détenu (30 %) par la famille Orlandi sera cédé et permettra au groupe Fiat d'intégrer complètement Orlandi dans la division Bus du groupe IVECO, qui deviendra Irisbus en 1999.
Les principales productions originales Orlandi resteront les modèles Spazio, Poker et Domino.

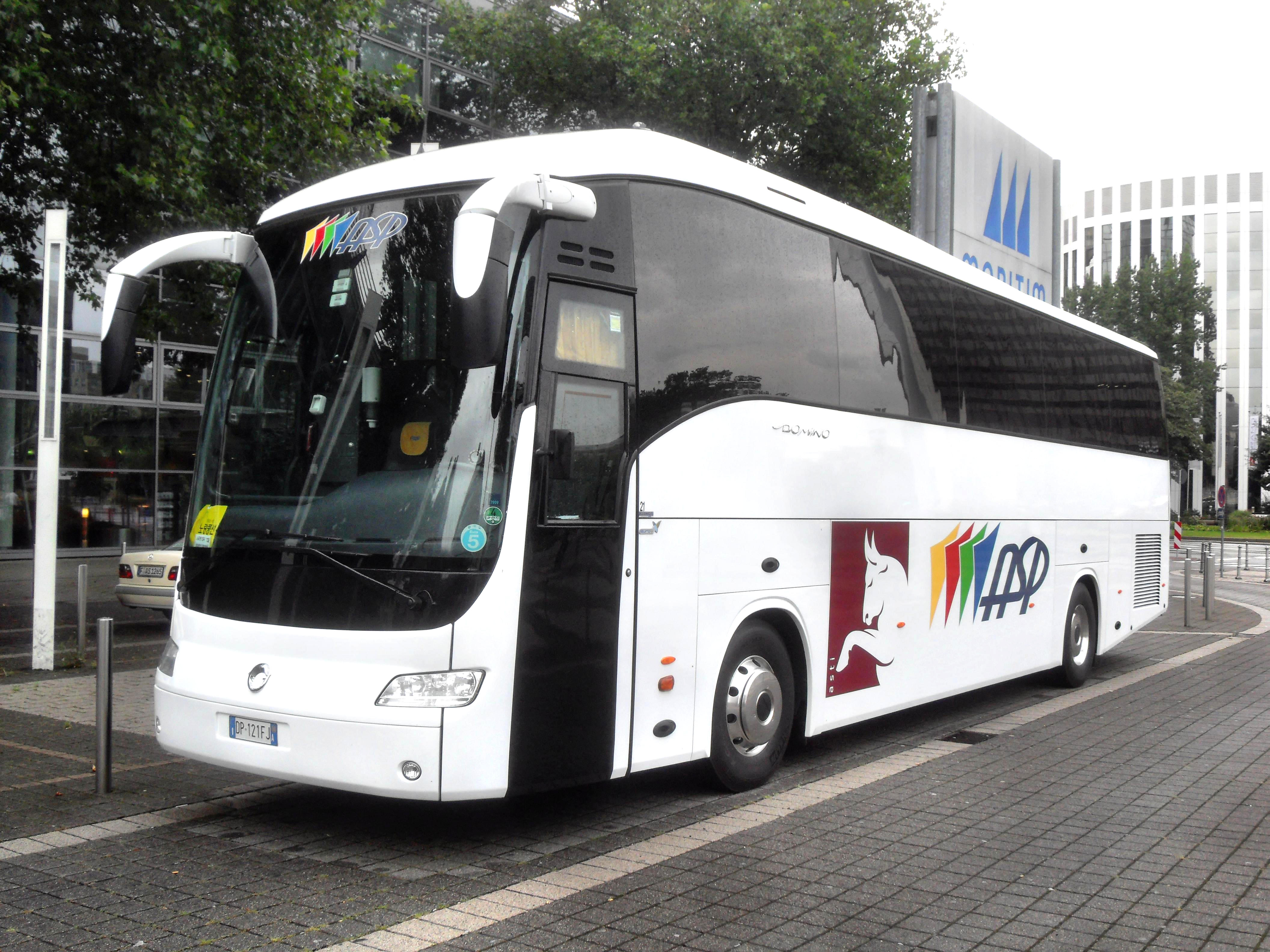
Irisbus New Domino 2007

### Modèles «Carrozzeria Emiliana Renzo Orlandi»
- Fiat 306
- Fiat 308
- Fiat 309
- Fiat 314
- Fiat 343
- Iveco 315
- Iveco 370
- Iveco Domino GTS Granturismo
- Iveco Domino 2001 Granturismo
- Iveco New Domino 2007 Granturismo

## Source
- (it) Cet article est partiellement ou en totalité issu de l’article de Wikipédia en italien intitulé « Carrozzeria Orlandi (Modena) » (voir la liste des auteurs).